# مقتل جورجيوس تسيبوكتزاكيس
جورجيوس تسيبوكتساكيس كان راهب أرثوذكسي من دير القديس جورج في وادي قلط الذي قتله متطرف في 12 يونيو 2001 في إطلاق النار بالسيارة. وقع القتل خلال الانتفاضة الفلسطينية الثانية التي بدأت في سبتمبر 2000. كان ياسر عرفات قد أعلن وقف إطلاق النار من جانب واحد قبل أسبوع من هذا الهجوم في أعقاب تفجير ملهى الدلافين وهي جزء من استمرار الانتفاضة الثانية.
في عام 2004 أدين مروان البرغوثي وهو زعيم التنظيم وكتائب شهداء الأقصى خلال الانتفاضة الثانية بالقتل من قبل محكمة إسرائيلية بتهمة توجيه الهجوم.

## الحياة

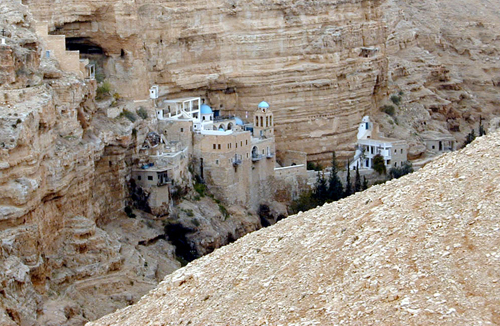
دير القديس جورج الأرثوذكسي في وادي القلط.

توزيبوكتزاكيس المولود بالقرب من سالونيكا في اليونان وبعد الانتهاء من المدرسة الابتدائية ذهب للعمل في مصنع للنسيج. وفقا لرئيسه السابق في أعمال الصباغة أصبح متدين وأعطى كل ممتلكاته للآخرين حتى دراجته وترك سالونيكا للدخول في النظام الديني. ذهب إلى إسرائيل في عام 2001 وطرد كراهب في عام 1993 وكان يقيم في دير القديس جورج لبقية حياته. تحاكي جورجيوس الزوار للزائرين. حسن المسار الحجري المستخدم من قبل الحجاج ليصعد إلى الدير وإصلاح القنوات وتحسين حدائق الظل وأشجار الزيتون. كان عمره 35 عاما وقت وفاته. كان تسيبوكتزاكيس مواطنا إسرائيليا.
في وقت وفاته الأب جيراسيموس الذي كان رسامة الكهنوت سنة قبل أن يقتل كان أبوت والوحيد راكبا للدير القديم ودفن في الدير.

## القتل
قتل تسيبوكتزاكيس على الطريق بالقرب من معاليه أدوميم أثناء عودته من القدس إلى دير الصحراء في سيارة مع لوحات إسرائيلية. قتل تسيمتوكتساكيس برصاصة واحدة في الرقبة. فر المسلحون باتجاه العيزارية وأبو ديس.
اشتكى رئيس الأساقفة ثيوبانيس من أن الصحافة العربية أخطأت بأن الحزن الذي عم بسبب تعاطفه مع إسرائيل.
قالت بعض المصادر أن الهجوم قام به أحد أعضاء فصيل التنظيم. نسبت مصادر أخرى إلى القوة 17. تنتمي كلتا المنظمتين لحركة فتح بقيادة ياسر عرفات.

### السياق
وصفت صحيفة نيويورك تايمز هذا الهجوم بأنه الأول على طول الطريق الممتد جيدا الذي يربط القدس الشرقية بمعاليه أدوميم. في الذكرى العاشرة لإطلاق النار وصفت صحيفة جيروزاليم بوست أنها كانت أول عملية إطلاق نار في المنطقة الشرقية من القدس.
تم بالفعل وقف إطلاق النار الأولي في الصراع المستمر للانتفاضة الثانية لمدة أسبوع في وقت إطلاق النار وفي أعقاب تفجير ملهى الدلافين 1 يونيو 2001 أعلن عرفات من جانب واحد وقف إطلاق النار من جانب واحد من أجل تجنب ما كان متوقعا ردا إسرائيليا واسعا على التفجير الجماعي. وقف إطلاق النار من جانب واحد ردا على تفجير ملهى الدلافين يتبع وقف إطلاق النار من جانب واحد أعلنه أرييل شارون في 22 مايو.
أشار إلى أن إطلاق النار حدث لأن عرفات كان يجتمع مع مدير وكالة المخابرات المركزية جورج تينيت لمناقشة وقف إطلاق النار. أثناء اجتماعهم سار المتظاهرون الفلسطينيون في شوارع رام الله مطالبين عرفات بعدم التوقيع على اتفاق وقف إطلاق النار.
قبل هذا القتل أعلن الزعيم الفلسطيني مروان البرغوثي مرارا وتكرارا أن وقف إطلاق النار الذي يجري التفاوض عليه من قبل تينيت وكذلك وقف إطلاق النار من جانب واحد من جانب عرفات لن ينطبق إلا على المناطق الخاضعة للسيطرة الفلسطينية مؤكدا أن حركة فتح ستواصل صنع الكمائن للمستوطنين حتى يغادروا الأراضي المتنازع عليها. حكمت المحكمة الإسرائيلية بأن عرفات منافس سياسي وحيد فقط.

### الإتهامات والحرمان من المسؤولية
بعد فترة وجيزة من الهجوم زعمت وكالة الأمن الإسرائيلية أن مروان البرغوثي كان وراء مقتل جورجيوس تسيبوكتزاكيس مشيرا إلى أنه ألقى القبض على اثنين من المشتبه فيهم وتم استجوابهما اللذين قالا أن البرغوثي ساعدهم على الحصول على بنادقهم واعترفوا بإطلاق النار على الأبوت. قيل أن اثنين منهم جزء من القوة 17 وهي وحدة مغاوير فتح. نفى البرغوثي هذا الادعاء ونفى معرفة المشتبه فيهما واتهما المستوطنين الإسرائيليين بقتل تسيبوكتزاكيس.

## الإجراءات القانونية
في عام 2003 أدين إسماعيل حسين رديدة (ياسر ربيعية) وهو عضو يبلغ من العمر 22 عاما من فصيل مسلح من فتح بإطلاق النار وقتل الأب جيراسيموس. قال رديده للمحكمة إن قتل الكاهن خطأ بعد أن كان يقصد قتل اليهود يقودون على الطريق.
أدين الزعيم الفلسطيني مروان البرغوثي بالقتل في عام 2004 بسبب توجيهه للهجوم. بيد أن البرغوثي كان مرشحا شعبيا لقيادة السلطة الوطنية الفلسطينية بيد أنه لم يكن بالإمكان شغل هذا المنصب فعليا من السجن وأعلنت السلطات الإسرائيلية أن الإدانة فضلا عن أربع تهم أخرى بارتكاب جريمة القتل التي أدين بها حالت دون الإفراج عنه قائلا: «حكم على الرجل بخمس فترات حياة لقتل الإسرائيليين ... هذه ليست قضية سياسية بل هي قضية قانونية بحتة».
رفضت الحكومة الإسرائيلية الإفراج عن البرغوثي كجزء من تبادل صفقة جلعاد شاليط عام 2011.

## الردود
- دعا نائب وزير الأمن الداخلي الإسرائيلي جدعون عزرا إلى وقف جميع المناقشات مع رئيس السلطة الفلسطينية ياسر عرفات إلى أن يتوقف وقف الهجمات الإرهابية.
- نفت البعثة الدبلوماسية الفلسطينية في اليونان أن يطلق الفلسطينيون النار على الأب جورجيوس.
- أصدرت وزارة الإعلام التابعة للسلطة الفلسطينية إنكارا رسميا لمشاركة الفلسطينيين في إطلاق النار متهمة المستوطنين الإسرائيليين بتنفيذ الجريمة.
- أصدرت السلطة الوطنية الفلسطينية بيانا يزعم أن الكنيسة الأرثوذكسية اليونانية تحمل مستوطنين إسرائيليين مسؤولية إطلاق النار على الأب جورجيوس.

## وصلات خارجية
- الفيديو والصور الثابتة من أرشيف فرانس برس
- صور الجنازة